# Jan Górecki (ekonomista)
Jan Górecki (ur. 18 sierpnia 1934 w Kłopoczynie, zm. 6 lipca 2025) – polski ekonomista, profesor zwyczajny, rektor SGGW, dyplomata.

## Życiorys
Pochodzi z rodziny rolniczej. W 1951 zdał maturę w Łodzi. Ukończył w 1956 studia na Wydziale Ekonomiczno-Rolniczym SGGW. Rozpoczął następnie pracę w Katedrze Ekonomiki i Organizacji Gospodarstw Rolniczych SGGW. W 1963 się doktoryzował, a w 1969 habilitował. W latach 1961–1963 odbywał staże naukowe w Szwecji, RFN, Czechosłowacji i Holandii. W 1983 otrzymał tytuł profesora nadzwyczajnego a w 1990 zwyczajnego nauk ekonomicznych. Od 1983 do 1987 był prorektorem, a następnie od 1990 do 1996 był rektorem. Jako rektor doprowadził m.in. do uregulowania stanu własności nieruchomości uczelni. Pełnił także funkcje wicedyrektora instytutu (1970–1973) i kierownika Katedry Rolnictwa Światowego (1980–1990).
W latach 1970–1990 był członkiem Komitetu Ekonomiki Rolnictwa PAN. Od 2015 był zatrudniony w Instytucie Rozwoju Wsi i Rolnictwa PAN w Zakładzie Integracji Europejskiej.
Jego zainteresowania naukowe obejmowały: ekonomikę i organizację gospodarstw rodzinnych, zarządzanie gospodarstwami rolniczymi, zagadnienia czynnika ludzkiego w rolnictwie oraz międzynarodowe badania porównawcze w zakresie ekonomiki, politykę rolną. Jego dorobek obejmuje ponad 200 prac, w tym kilka książek i skryptów. Wypromował siedmioro doktorów, m.in. Jakuba Kraciuka. Od 2004 był redaktorem naczelnym kwartalnika „Wieś i Rolnictwo” IRWiR PAN. W 1988 został wybrany członkiem zagranicznym Królewskiej Szwedzkiej Akademii Rolnictwa i Leśnictwa.
W latach 1974–1979 pracował w charakterze eksperta w Sekretariacie ONZ ds. Wyżywienia i Rolnictwa (FAO) w Rzymie. Od 1982 został powołany w jego skład przez Prymasa Polski w skład Komitetu Organizacyjnego i Zespołu Negocjacyjnego Kościelnej Fundacji Rolniczej. W latach 1991–1995 był przewodniczącym Rady ds. Wsi i Rolnictwa przy Kancelarii Prezydenta Lecha Wałęsy, następnie był członkiem rady przy Kancelarii Prezydenta Lecha Kaczyńskiego. W latach 1997–2001 był ambasadorem Polski w Kopenhadze (Dania).

## Odznaczenia
- Krzyż Komandorski I Klasy Odznaki Honorowej za Zasługi dla Republiki Austrii (1974)[2]
- Krzyż Oficerski Orderu Odrodzenia Polski (1994)[3]
- Prymasowski Złoty Medal Zasłużonemu w Posłudze Dla Kościoła i Narodu (1997)
- Krzyż Komandorski Orderu Dannebrog (2001)
- Krzyż Komandorski Orderu Odrodzenia Polski (2003)[4]
- Medal Michała Oczapowskiego (2009)
- Wielokrotnie wyróżniany szeregiem medali regionalnych, resortowych i uczelnianych.